# Сантарену, Бернарду
Бернарду Сантарену, наст. имя Антониу Мартинью ду Розариу (порт. Bernardo Santareno, Antonio Martinho do Rosario, род. 19 ноября 1924 г. Сантарен — ум. 30 августа 1980 г. Лиссабон) — португальский поэт, драматург, переводчик и психиатр. Один из крупнейших драматургов Португалии в XX столетии.

## Жизнь и творчество
Окончил в родном городе Сантарен начальную школу и гимназию. Затем поступает в Коимбрский университет на медицинский факультет, в 1950 году оканчивает его как дипломированный психиатр. Несмотря на то, что Б.Сантарену является автором многочисленных литературных произведений, в течение всей его жизни он продолжал работать врачом в различных медицинских учреждениях Лиссабона.
Будучи геем, Б.Сантарену косвенным образом разрабатывает эту тему во многих своих пьесах, однако ненавязчиво — так, что этот его акцент замечают лишь посвящённые. Писатель был завсегдатаем лиссабонского бара Pastelaria Paradiso, являвшегося с конца 1950-х и вплоть до середины 1970-х единственным относительно терпимым общественностью местом встреч португальских гомосексуалистов. В 2009 году в Сантарене был основан Институт Бернарду Сантарену, изучающий творчество писателя. Вручаемая им ежегодно «Премия Бернарду Сантарену» является самой престижной в области драматургии в Португалии (Prémio Bernardo Santareno).
Как драматург Б.Сантарену находился под творческим влиянием Б.Брехта и П.Вайса. Первый его сборник стихотворений вышел в 1954 году, первая пьеса — в 1957. Был автором приблизительно 15 драматических произведений, в том числе и автобиографических. Многие его сочинения были запрещены к изданию на родине во время диктатуры Салазара, и издавались либо ставились на сцене в то время лишь в социалистических странах. По шести пьесам Б.Сантарену в Португалии были сняты кинофильмы. Ряд его произведений переведены на английский и испанский языки. Однако социально направленные, исповедующие марксистские и социалистические ценности работы писателя за пределами Португалии на Западе издавались мало. В них он выступает против любой формы дискриминации — расовой, экономической, сексуальной, религиозной и проч. Наиболее значимыми были два его драматических произведения:
- «Иудей» («O Judeu»), написанная в 1966 году и поставленная из-за цензурных претензий лишь в 1981 году. В настоящее время она входит в обязательную программу по литературе в высшей школе Португалии. Речь в пьесе идёт о судьбе казнённого инквизицией поэта Антониу Жозе да Силва.
- «Предательство патера Мартинью. Драматический рассказ в двух актах». Написана в 1969, тогда же запрещена цензурой. Впервые была поставлена в Гаване на Кубе, в 1970 году. В Португалии в театре была сыграна после «революции гвоздик» в 1974 году. В основе сюжета пьесы — реальная история, рассказывающая о противостоянии простого сельского священника, защищающего нищих крестьян от произвола помещика и епископа. Имеет резкий антиклерикальный характер.

Именем Б.Сантарену названа площадь в Лиссабоне, его имя носят улицы нескольких городов Португалии.

## Сочинения (избранное)
- A morte na raiz, 1954, (сборник стихотворений).
- Romances do mar, 1955, (сборник стихотворений).
- Os olhos da vibora, 1957, (сборник стихотворений).
- Nos mares do fim do mundo, (рассказы), 1959.
- O Duelo, 1961, (пьеса).
- O Judeu, (Иудей), 1966, поставлена 1981, пьеса.
- O inferno (Ад), (пьеса), 1969.
- A traicao do padre Martinho. Narrativa dramatico em dois actos. (Предательство патера Мартинью. Драматический рассказ в двух актах), 1969, поставлена: 1970 в Гаване, Куба, в Португалии: 1974, (пьеса).
- 45 anos de idade, (в возрасте 45 лет), (aвтобиографическая пьеса), 1974.
- Os Marginias e o revolucao (Маргиналы и революция), пьеса, 1979.